# Croix de Gasperich
Das Croix de Gasperich (luxemburgisch Gaasperecher Kräiz, deutsch Gaspericher Kreuz) ist ein Autobahnkreuz südlich von Luxemburg-Stadt in Luxemburg. Es stellt eine Verbindung zwischen drei von Luxemburgs sechs Autobahnen dar. In Ost-West-Richtung geht die aus Belgien kommende A6 in die nach Deutschland führende A1 über und wird dabei von der in Nord-Süd-Richtung verlaufenden A3, welche die Verbindung nach Frankreich darstellt, gekreuzt. Der Name der Autobahnkreuzung kommt von dem gleichnamigen Stadtteil Gasperich von Luxemburg-Stadt, bei dem die Kreuzung liegt. An der A6 vor dem Kreuz befindet sich der bemerkenswerte Wasserturm Cloche-d’Or.
Das Autobahnkreuz wird von bis zu 90.000 Fahrzeugen pro Tag passiert.

## Lage im Autobahnnetz
| (5) Helfent Richtung Strassen | (1) Hesperange Richtung Luxemburg (Stadt) | (7) Sandweiler Richtung Niederanven |
|                               |                                           |                                     |
|                               | (2) Livange Richtung Bettemburg           |                                     |